# Bill's Monicker
Bill's Monicker è un cortometraggio muto del 1915 diretto da W.P. Kellino e interpretato dalla coppia comica dei fratelli Albert e Seth Egbert.

## Trama
Uno spazzino usa il nome di un amico per ottenere credito al pub.

## Produzione
Il film fu prodotto dalla EcKo.

## Distribuzione
Distribuito dalla Yorkshire Cinematograph Company, il film - un cortometraggio di 143,02 metri - uscì nelle sale cinematografiche britanniche nel febbraio 1915.